# Cirolana repigrata
Cirolana repigrata är en kräftdjursart som beskrevs av Bruce 1994. Cirolana repigrata ingår i släktet Cirolana och familjen Cirolanidae. Inga underarter finns listade i Catalogue of Life.